# Карачарово (Волоколамский район)
Карачарово — село в Волоколамском районе Московской области России. Входит в состав сельского поселения Осташёвское. Население — 61 чел. (2010).

## География
Село Карачарово расположено на западе Московской области, в юго-западной части Волоколамского района, примерно в 25 км к западу от города Рузы и в 30 км к югу от города Волоколамска.
Рядом с селом протекает река Искона и впадающая в неё небольшая речка Дьякуша (бассейн Москвы). На территории зарегистрировано два садовых товарищества.
Село связано автобусным сообщением с районным центром. Ближайшие населённые пункты — деревни Дьяково, Ильино и село Болычево.

## Население
| 1852 | 1859 | 1926 | 2002 | 2006 | 2010 |
| ---- | ---- | ---- | ---- | ---- | ---- |
| 388  | ↗436 | ↘261 | ↘89  | ↗609 | ↘61  |

## История
Село Корочарово относилось к дворцовой Корочаровской волости Можайского уезда и в начале XVII столетия было разорено «литовскими людьми».

«…дворцовая Корочаровская волость, а в ней пустошь, что было село, Корочарово на речке на Искони и у речки Дьяковки, в нем место церковное, что была церковь великаго святителя Николы чудотворца, разорили литовские люди; церковной земли наездом пахано середние земли три десятины без трети да лесом поросли десятина с третью в поле, а в дву по томуж, сена 100 копен отдают в наем из оброка из Можайска патриарши десятины десятильники охочим людям»— Писцовые книги 1626—1627 гг.
В 1691 году вместе с другими сёлами волости село было пожаловано боярину князю Петру Ивановичу Прозоровскому, а затем принадлежало его брату, князю Борису Ивановичу.
В 1784—1792 гг. селом владел граф Лев Кириллович Разумовский, которому оно досталось от отца — графа Кирилла Григорьевича.
В «Списке населённых мест» 1862 года Корачарово — владельческое село 2-го стана Можайского уезда Московской губернии по левую сторону торгово-просёлочного Гжатского тракта, в 31 версте от уездного города, при речке Исконе, с 51 двором, православной церковью и 436 жителями (216 мужчин, 220 женщин).
По данным 1890 года — центр Карачаровской волости Можайского уезда, в селе была земская школа, располагалось волостное правление.
В 1913 году — 45 дворов, волостное правление, земское училище, квартира урядника, 2 чайных и 2 овощных лавки.
По материалам Всесоюзной переписи 1926 года — центр Карачаровского сельсовета Карачаровской волости Можайского уезда, проживал 261 житель (72 мужчины, 189 женщин), насчитывалось 62 хозяйства, среди которых 57 крестьянских, в селе размещались волостной исполнительный комитет, волостная милиция, комитет взаимопомощи и почтово-телеграфное агентство.
С 1929 года — населённый пункт в составе Можайского района Московского округа Московской области. Постановлением ЦИК и СНК от 23 июля 1930 года округа как административно-территориальные единицы были ликвидированы.
1929—1939 гг. — центр Карачаровского сельсовета Можайского района.
1939—1954 гг. — центр Карачаровского сельсовета Осташёвского района.
1954—1957 гг. — село Болычевского сельсовета Осташёвского района.
С 7 декабря 1957 года — село Болычевского сельсовета Можайского района, а с 31 декабря того же года — Болычевского сельсовета Волоколамского района.
1958—1963 гг. — село Болычевского сельсовета Волоколамского района.
1963—1965 гг. — село Болычевского сельсовета Волоколамского укрупнённого сельского района.
1965—1994 гг. — село Болычевского сельсовета Волоколамского района.
В 1994 году Московской областной думой было утверждено положение о местном самоуправлении в Московской области, сельские советы как административно-территориальные единицы были преобразованы в сельские округа.
1994—2006 гг. — село Болычевского сельского округа Волоколамского района.
С 2006 года — деревня сельского поселения Осташёвское Волоколамского муниципального района Московской области.

## Достопримечательности

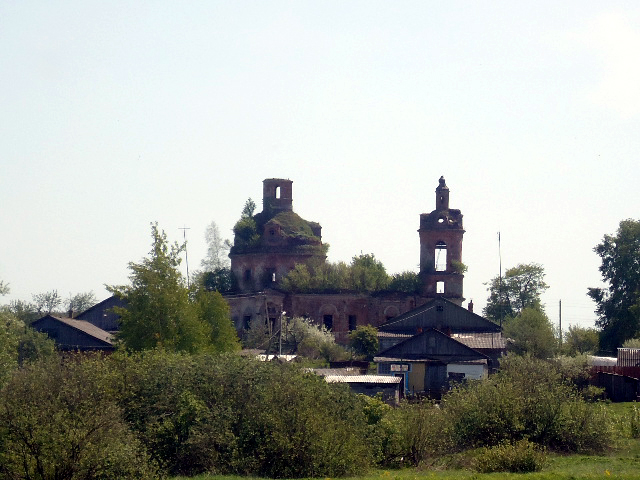
Никольская церковь

В селе Карачарово расположена церковь Святителя Николая, построенная в 1795 году по проекту архитектора М. Ф. Казакова на средства Л. К. Разумовского. По аналогичному проекту построена и московская Церковь Космы и Дамиана на Маросейке.
В настоящее время Никольская церковь заброшена и находится в неудовлетворительном состоянии. Церковь Святителя Николая в селе Карачарово имеет статус памятника архитектуры.